# Begonia isalensis
Espèce
Begonia isalensis est une espèce de plantes de la famille des Begoniaceae. Ce bégonia est originaire de Madagascar. L'espèce fait partie de la section Quadrilobaria. Elle a été décrite en 1971 par Gérard-Guy Aymonin et Jean Bosser, à la suite des travaux de Henri Jean Humbert (1887-1967). L'épithète spécifique isalensis signifie « de l'Isalo », en référence à un massif montagneux de Madagascar devenu parc national de l'Isalo. 

## Répartition géographique
Cette espèce est originaire du pays suivant : Madagascar.